# Tetramorium venator
Tetramorium venator (лат.) — вид муравьёв рода Tetramorium из подсемейства Myrmicinae (Formicidae). Охотятся на термитов. Видовое название происходит от латинского слова «охотник» из-за образа жизни.

## Распространение
Западная и центральная Африка.

## Описание
Мелкие земляные муравьи; длина рабочих 3—4 мм. Отличаются от близких видов (Tetramorium decem, Tetramorium ultor) мелкими размерами, одноцветной окраской и относительно более крупными глазами. Блестящие, сверху слабо скульптированные. Длина головы рабочих (HL) 0,64–0,71 мм, ширина головы (HW) 0,51–0,59 мм. Голова с субпараллельными почти прямыми боками. Основная окраска тела коричневая и чёрная. Усики рабочих и самок 10-члениковые. Усиковые бороздки хорошо развиты, длинные. Боковые части клипеуса килевидно приподняты около места прикрепления усиков. Жвалы широкотреугольные с зубчатым жевательным краем. Стебелёк между грудкой и брюшком состоит из двух члеников: петиолюса и постпетиолюса (последний четко отделен от брюшка), жало развито, куколки голые (без кокона). Заднегрудка с 2 короткими и широкими проподеальными шипиками. Брюшко гладкое и блестящее. Гнездятся в земле.

## Таксономия
Включён в видовую группу Tetramorium decem species group. Вид был впервые описан в 2014 году американскими мирмекологами Франциско Хита-Гарсиа (Francisco Hita Garcia) и Брайаном Фишером (Brian L. Fisher; Entomology, California Academy of Sciences, Сан-Франциско, Калифорния, США).